# Tyranny
Tyranny je izometrická RPG videohra. Vyvinulo ji studio Obsidian Entertainment a vydala společnost Paradox Interactive dne 10. listopadu 2016.
Hra byla oficiálně lokalizována do 6 jazyků: angličtiny, francouzštiny, němčiny, španělštiny, polštiny a ruštiny.

## Příběh
Hráč se ujímá role Fatebindera, služebníka svrchované vládkyně Kyros a jejího archóna Tunona. Fatebinderovi byl svěřen úkol vyhlásit edikt, mocný magický zákon, nad rebelským údolím Vendrien's Well v nedávno obsazeném území zvaném Tiers. Na potlačení povstání byly vyslány obě Kyrosiny dobyvatelské armády – Disfavored (Zbaveni přízně) a Scarlet Chorus (Šarlatový chór) – avšak kvůli značné nevraživosti mezi nimi panující nebylo dosaženo pokroku. Proto výše zmíněný edikt magicky uzavřel údolí a dal všem přítomným 8 dní na to, aby byla dobyta povstalecká citadela, jinak všichni v údolí zemřou. Fatebinder se postavil do čela ofenzívy, pomohl oběma armádám vybojovat předpolí, avšak nakonec byl nucen určit pouze jednu armádu do čela finální ofenzívy. Druhá armáda však v nespokojenosti vyhlásí občanskou válku. Během těchto událostí se však také mohl tajně přidat na stranu rebelů. Citadela tedy buď padla či byla ubráněna (podle strany, na kterou se hráč přidá) a Fatebinder zrušil edikt. Stal se tak prvním v historii, který zároveň vyhlásil a ukončil jeden a ten samý edikt. Při tom se mu podařilo probudit magickou věž, kolem které byla citadela zbudována a nárokovat si ji pro sebe.
V Tiers se rozpoutá občanská válka mezi Disfavored (Zbaveni přízně), Scarlet Chorus (Šarlatový chór) a rebely. Hráč se může postavit na stranu jedné z armád a pomoci jí získat a pacifikovat území bývalých království v Tiers. Při tom se třikrát naskytne příležitost ukončit další tři Kyrosiny edikty a zabrat další čtyři magické věže. Když jedna strana získá výrazně navrch, vydá se armáda tísněné strany přímo proti Fatebinderově základně ve Vendrien's Well. Fatebinder se přesile nemůže postavit, s pomocí magické síly věže však vyhlásí svůj vlastní edikt a nepřítele zažene. Tím však zcela změní rozložení sil, neboť právě schopnost vydávat edikty patřila dosud pouze Kyros. Kyros vyhlásí Fatebindera nových archónem a vydá příkaz, aby z archónů přítomných v Tiers jakýmkoliv způsobem (zabitím či podrobením ostatních) získal vládu pouze jeden. Vyšle také proti Tiers armádu vedenou archónem Pox. Fatebinderovi se povede stát se vládcem Tiers a odvrátit hrozbu Poxiny invaze tím, že vyhlásí edikt proti Kyrosině panství. Tímto aktem otevřené vzpoury končí Kyrosina tyranie nad Tiers a také celá hra.

## Hratelnost
Hráč může ovládat skupinu čtyř postav. Souboje lze kdykoliv zapauzovat a rozdat svým postavám nové rozkazy. Vylepšování jednotlivých dovedností postav neprobíhá za pomocí přerozdělování bodů po zlepšení postavy o úroveň výše, ale jejich používáním. Systém magie funguje odlišně od podobných her. Hráč si kouzla sám vytváří. Nejprve si vybere základ kouzla (ohnivé, mrazivé, bleskové, léčivé, iluzi atd.), poté jeho účinek (na dotyk, na dálku, v linii, v kuželu, na ploše, na zbraň) a následně může v třetí fázi vylepšit jeho statistiky (sílu, dosah, rychlost obnovy, přesnost atd.).
Systém reputace nehraje roli jen při rozhovorech s NPC, ale také poskytuje nové schopnosti.

## Vývoj
Hra byla oznámena v březnu 2016.

## Postavy
- Kyros, svrchovaná vládkyně Terratusu, mocná magická bytost, která pomocí ediktů dobyla celý známý svět.
- Fatebinder, služebník archóna Tunona vyslaný do Tiers, aby vyhlásil Kyrosin edikt a zjednal pořádek mezi soupeřícími armádami Disfavored (Zbaveni přízně) a Scarlet Chorus (Šarlatový chór).

### Společníci
- Verse, členka Scarlet Chorus (Šarlatový chór) v hodnosti elitní Scarlet Fury (šarlatová fúrie), poloviční Barikova sestra
- Barik, voják Disfavored (Zbaveni přízně), poloviční Versin bratr, během vyhlášení ediktu bouře zataven do svého brnění
- Landry, mudrc
- Eb, čarodějka, poslední člen školy Tidecasters (Přílivoví mágové)
- Kills-In-Shadow (Zabíjí ve stínu), beastwoman (zvířecí žena)
- Sirin, archón písně

### Archóni
- Graven Ashe, archón války, velitel Disfavored (Zbaveni přízně)
- Voices of Nerat (Neratovy hlasy), archón tajemství, velitel Scarlet Chorus (Šarlatový chór)
- Tunon the Adjudicator (Tunon Soudce), archón spravedlnosti
- Bleden Mark, archón stínů, Kyrosin popravčí, podřízený Tunonovi
- Cairn, archón kamene, podřízený Gravenu Asheovi, povstal proti Kyros a byl sražen ediktem kamene
- Pox, archón nemocí a nákazy
- Sirin, archón písně

## Rozšíření
Dne 7. září 2017 vyšlo ke hře stahovatelné rozšíření s názvem Bastard’s Wound, které do hry přidalo novou lokaci.

## Přijetí a prodeje
Vojta Dřevíkovský na webu Hrej.cz ohodnotil Tyranny maximálním hodnocením 5/5. Ondřej Zeman ve své recenzi na webu Zing.cz udělil hodnocení 9/10 a hru hodnotil slovy: „Tyranny je velmi vydařené RPG, které hráčům nabízí neotřelý příběh, povedený vývoj postav, pestrou škálu atmosférických lokací, pohotově reagující AI a osobitý audiovizuál. Kritizovat je na tomto celku možné jen problematický pohyb postav, který vám dokáže nejednou pořádně zavařit. Zbytek prvků je na velmi vysoké úrovni.” Aleš Smutný na webu Games.cz dal hře 8 bodů z 10: „Vynikající příběhové RPG, které exceluje scénářem, temným podáním světa a odmítnutím tradičních prvků herní fantastiky.“